# Livre (partido político)

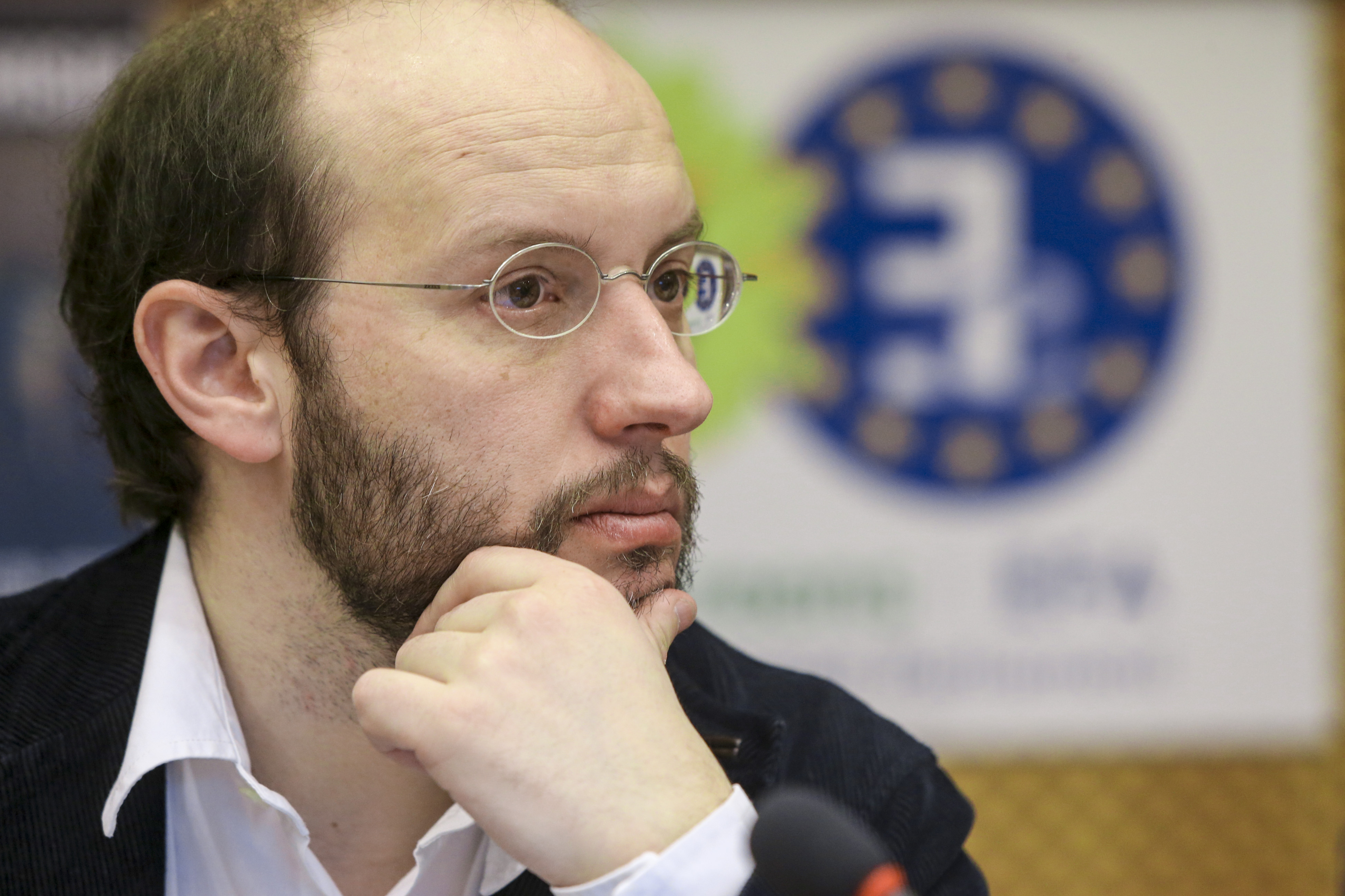
Rui Tavares, um dos membros fundadores do LIVRE, deputado na Assembleia da República e membro do Grupo de Contacto do partido.

O Livre (sigla L; oficialmente estilizado como LIVRE) é um partido político português. Os seus princípios fundadores são liberdade, igualdade, solidariedade, socialismo, ecologia e europeísmo. O seu símbolo é a papoila. Foi legalizado pelo Tribunal Constitucional a 19 de março de 2014.
Distingue-se de outros partidos portugueses pela forma de organização interna. Em particular, o método de seleção dos seus candidatos às eleições a que se apresenta, que segue o formato de primárias abertas e rompe com a tradição de escolha de candidatos por convite de direções partidárias. Deste modo, todos os cidadãos eleitores podem ser candidatos pelo LIVRE, desde que se revejam nos seus princípios fundadores. Desde a sua criação, o partido procura tomar decisões da forma mais inclusiva. Um exemplo disso é a plataforma em linha de discussão e wiki de ideias políticas Ponto LIVRE, de acesso aberto para todos os membros e apoiantes.

## História
O partido nasceu em 2013, na sequência do Manifesto para uma Esquerda Livre, subscrito por milhares de portugueses, e que promoveu uma série de encontros pelo país. Outro momento chave foi o Congresso Fundador, que decorreu nos dias 31 de janeiro e 1 de fevereiro de 2014, no Porto.
No contexto de um processo de convergência, o LIVRE formou uma candidatura cidadã, envolvendo vários movimentos progressistas de esquerda e independentes, tendo decidido alterar o seu nome para LIVRE/Tempo de Avançar e sigla para L/TDA, no seu II Congresso, a 19 de abril de 2015. Essa alteração foi aceite e registada pelo Tribunal Constitucional a 20 de maio de 2015.
O fim do referido processo de convergência ficou marcado pela alteração da denominação do partido, decidida no seu V Congresso, a 19 de junho de 2016, de LIVRE/Tempo de Avançar para LIVRE, regressando assim à sua designação original. Essa alteração foi aceite e registada pelo Tribunal Constitucional a 10 de maio de 2017. Manteve-se, no entanto, a sigla L/TDA, visto que não foi aceite pelo Tribunal Constitucional o pedido de alteração da sigla L/TDA para LIVRE, tendo em conta que a sigla do partido não pode ser idêntica à sua designação. Contudo, após contestação do LIVRE junto do Tribunal Constitucional, este acabou por aceitar e registar, a 22 de junho de 2017, a sigla do partido como L (a sigla original), visto que foi aprovada no referido V Congresso uma emenda que estabelecia o regresso à sigla original como alternativa, caso a sigla LIVRE não fosse aceite pelo Tribunal Constitucional, o que veio a suceder.

## Ideologia
Os Estatutos do LIVRE definem quatro pilares da ação política: Liberdade, Esquerda, Europa e Ecologia.
Segundo a sua declaração de princípios, o partido norteia-se por sete princípios fundamentais:
1. Universalismo: universalidade dos direitos humanos, tanto na sua dimensão civil e política, como económica, social, cultural e ambiental.
2. Liberdade: como autonomia pessoal, realização de potencial humano e desenvolvimento coletivo, a Liberdade é o ponto de partida da prática partidária, mas também o ponto de chegada.
3. Igualdade: defesa da igualdade como uma das características essenciais do desenvolvimento económico e social de uma sociedade, não só a igualdade perante a lei ou a igualdade de oportunidades, mas também a equidade na distribuição de recursos e a equalização progressiva de possibilidades e condições de vida.
4. Solidariedade: materialização de um sentimento de irmandade em medidas concretas de melhoria da condição de vida dos cidadãos, em particular dos que estão em situação de maior vulnerabilidade ou dependência. O objetivo da solidariedade é a correção das injustiças económicas e sociais.
5. Socialismo: no sentido de recusa da mercantilização das pessoas, do trabalho e da natureza. A ação governativa ou estatal é crucial para corrigir desigualdades, regular o mercado e criar uma economia mista.
6. Ecologia: todas as ideologias e ambições políticas devem encontrar os seus limites na realidade concreta, física, da natureza. Porém, o entendimento da ecologia política vai para além do reconhecimento da necessidade de encontrar um modelo de produção e consumo respeitador desses limites, constituindo também uma extensão da ideia de fraternidade, incluindo assim a promoção de uma cultura de sustentabilidade, respeito pela natureza, razoabilidade na utilização de recursos, e prolongamento do bem-estar natural para as gerações futuras.
7. Europeísmo: Depois das grandes tragédias do século XX, a realização de uma democracia europeia continua a ser um dos grandes desafios do tempo presente, não como projeto de competição com outras regiões do mundo, mas como experiência de criação de uma democracia transnacional, desenvolvimento do direito internacional e defesa dos direitos humanos, essenciais para o futuro da humanidade.

## Organização interna

### Grupo de Contacto
O Grupo de Contacto é o órgão executivo do partido, sendo que o porta-voz é selecionado conforme o tema dentro deste órgão de 15 elementos. No mandato de 2024–2026, integram-no:
- Isabel Mendes Lopes (co-porta-voz)
- Rui Tavares (co-porta-voz)
- Filipa Pinto
- Filipe Honório
- Henrique Vasconcelos
- Isabel Faria
- Joana Filipe
- João Manso
- Jorge Pinto
- José Manuel Azevedo
- Mónica Casqueira
- Natércia Lopes
- Nurin Mirzan
- Patrícia Robalo
- Rodrigo Brito

### Assembleia
A Assembleia é o órgão máximo entre Congressos e é eleita uninominalmente. Reúne-se pelo menos trimestralmente para avaliar decisões do Grupo de Contacto e votar documentos políticos ou outros. Em 2024, integram-na:
- Patrícia Gonçalves (coordenadora)
- João Lourenço Monteiro (1.ª secretário)
- Fausto Camacho Fialho (2.º secretário)
- Adriana Castro
- Ana Luísa Natário
- Anabela Correia
- André Tenente
- Bárbara Ribeiro
- Bernardo Marta
- Carla Sofia do Carmo
- Carlos M.G.L. Teixeira
- Catarina Cerqueira
- Daniel Ferreira
- Diamantino Raposinho
- Diana Barbosa
- Eduardo Viana
- Fabiana Fernandes
- Flávio Oliveira
- Francisco Costa
- Francisco Paupério
- Geizy Fernandes
- Glória Franco
- Hélder T. Sousa
- Hélder Verdade Fontes
- Hugo Faria
- Inês Pires
- Joana Alves Pereira
- João Fanha
- João Paiva
- João Vasco Gama
- Júlio Santos
- Mafalda Dâmaso
- Margarida Fidélis Santos
- Maria João Laranjeiro
- Mário Barreira
- Mário Gaspar
- Miguel Bento
- Miguel C. Santos
- Ofélia Janeiro
- Pedro Gonçalves
- Pedro Miguel Santos
- Raquel Pichel
- Rui Dinis Silva
- Safaa Dib
- Sónia Sapinho
- Tânia Liberato
- Teresa Leitão
- Tina
- Thaís Brito
- Tomás Cardoso Pereira

### Conselho de Jurisdição
O Conselho de Jurisdição é o órgão do LIVRE responsável pela interpretação e aplicação internas da Lei, dos Estatutos e Regulamentos e pela fiscalização e controlo internos da gestão financeira do partido, e ainda pelo respeito pelo Código de Ética. Em 2024, fazem parte parte dele:
- Paulo Muacho
- Adriano Barrias
- Ana Sofia Marcelino
- Hugo Rajão
- Maria Esteves Pereira
- Marta Sousa Ramos
- Miguel Cisneiros
- Pedro Mendonça (presidente)
- Rui Pereira Matias
- Susana Beirão
- Susana Pereira

### Círculos temáticos
Os Círculos Temáticos do LIVRE promovem o debate de ideias entre os membros e apoiantes do Livre, e os cidadãos em geral, com vista ao encontro e formação de propostas e programas políticos e o desempenho de ações específicas. São, no total, 6 círculos temáticos:
- Democracia e Liberdade
- Esquerda e Estado Social
- Europa e Globalização
- Ecologia e Desenvolvimento Sustentável
- Políticas Autárquicas e Regionais
- Saúde

## Histórico eleitoral

### Eleições europeias de 2014
As primeiras eleições a que o LIVRE se apresentou foram as eleições para o Parlamento Europeu, que se realizaram a 25 de maio de 2014. Após uma fase de avaliação de 37 pré-candidatos e dois debates públicos, as primeiras eleições primárias abertas em Portugal realizaram-se no dia 6 de abril de 2014. Desta consulta, resultou a lista de candidatos às eleições europeias, cuja ordenação foi a seguinte:
- Rui Tavares
- Luísa Álvares
- Carlos Teixeira
- Ana Matos Pires
- Paulo Monteiro
- Palmira Silva

O programa do LIVRE às Eleições europeias, documento aprovado depois de aberto a contribuições de todos os cidadãos, contém propostas como a revogação do Tratado Orçamental, uma maior justiça fiscal e laboral, democratização das instituições europeias, e o Programa Ulisses para a recuperação dos países periféricos.

### Eleições legislativas de 2015
O LIVRE apresentou-se às eleições legislativas de 2015 no contexto da candidatura cidadã Tempo de Avançar, que incluiu duas organizações, o Fórum Manifesto e a Renovação Comunista, e muitos cidadãos independentes. Esses movimentos de cidadania concorreram nas listas do LIVRE, que, para o efeito, alterou a sua designação para LIVRE/Tempo de Avançar, de modo a que essa designação constasse dos boletins de voto.
O MIC-Porto inicialmente incluído nesta plataforma, desvinculou-se em Julho de 2015, alegadamente em virtude de irregularidades detectadas no processo eleitoral das primárias para as legislativas de 2015.
José Mattoso foi o mandatário nacional do LIVRE/Tempo de Avançar. Júlio Machado Vaz, Viriato Soromenho-Marques e Alberto Melo foram, respetivamente, os mandatários no Porto, em Setúbal e em Faro.
Rui Tavares, Ana Drago e o economista José M.ª Castro Caldas foram os três primeiros nomes pelo círculo de Lisboa, Ricardo Sá Fernandes foi o cabeça-de-lista pelo Porto e Isabel do Carmo foi a cabeça-de-lista por Setúbal. O ator André Gago e a atriz São José Lapa também foram candidatos por Lisboa e Setúbal, respetivamente.

### Eleições presidenciais de 2016
A 26 de junho de 2015, o LIVRE/Tempo de Avançar realizou uma consulta interna — através de voto eletrónico ou presencial, em Lisboa e no Porto — para decidir se e quem apoiar nas presidenciais do ano seguinte, com as seguintes perguntas:
- «O LIVRE/TEMPO DE AVANÇAR deve apoiar um/a candidato/a às eleições presidenciais?»;
- «Se sim, qual o/a candidato/a que deve apoiar?».

À primeira pergunta, 79,7% das respostas foi «sim», 19,6% foi «não» e 0,7% foi em branco. Um voto «não» na primeira questão não invalidava uma resposta à segunda. Na segunda pergunta, os resultados foram os seguintes:
| Candidato       | Candidato                | % dos votos c/ nulos e em branco | % dos votos validamente expressos |
| --------------- | ------------------------ | -------------------------------- | --------------------------------- |
|                 | António Sampaio da Nóvoa | 64,9 / 100,0                     | 87,1 / 100,0                      |
|                 | Paulo de Morais          | 5,3 / 100,0                      | 7,1 / 100,0                       |
|                 | Henrique Neto            | 3,0 / 100,0                      | 4,0 / 100,0                       |
|                 | Graça Castanho           | 0,2 / 100,0                      | 0,3 / 100,0                       |
|                 | Cândido Ferreira         | 0,1 / 100,0                      | 0,2 / 100,0                       |
| Votos em branco | Votos em branco          | 17,9 / 100,0                     |                                   |
| Votos nulos     | Votos nulos              | 7,6 / 100,0                      |                                   |
| Total           | Total                    | 100 / 100,0                      | 100,0 / 100,0                     |
| Fonte           | Fonte                    | [ 33 ]                           | [ 33 ]                            |

Foram apenas considerados válidos os votos em personalidades que à altura já tivessem apresentado a sua candidatura. O total de votos validados foi 867.
Conforme os resultados, o partido decidiu apoiar Sampaio da Nóvoa, antigo reitor da Universidade de Lisboa.

### Eleições legislativas de 2019
O LIVRE apresentou-se às suas segundas eleições legislativas com a historiadora Joacine Katar Moreira como candidata principal e cabeça de lista em Lisboa. Joacine recebeu bastante cobertura dos media durante a altura, levando o partido a eleger Joacine como deputada única. Meses depois, Joacine é expulsa do partido, passando a deputada não inscrita, enquanto o partido ficou sem representação parlamentar.

### Eleições presidenciais de 2021
A 18 e 19 de setembro de 2020, o LIVRE realizou uma consulta interna – através de voto eletrónico – para decidir se e quem apoiar nas presidenciais do ano seguinte, com as seguintes perguntas:
- «O LIVRE deve apoiar um/a candidato/a às eleições presidenciais de 2021?»;
- «Qual o/a candidato/a que o LIVRE deve apoiar?».

À primeira pergunta, 91% das respostas foi «sim», 9% foi «não». Um voto «não» na primeira questão não invalidava uma resposta à segunda. Na segunda pergunta, os resultados foram os seguintes:
| Candidato       | Candidato         | % dos votos validamente expressos |
| --------------- | ----------------- | --------------------------------- |
|                 | Ana Gomes         | 88,93 / 100,00                    |
|                 | Marisa Matias     | 9,88 / 100                        |
|                 | Outros candidatos | 1,18 / 100                        |
| Votos em branco |                   |                                   |
| Votos nulos     |                   |                                   |
| Total           | Total             | 100,00 / 100,00                   |

Foram apenas considerados válidos os votos em personalidades que à altura já tivessem apresentado a sua candidatura.
Conforme os resultados, o partido decidiu apoiar Ana Gomes, antiga embaixadora de Portugal na Indonésia, e ex-eurodeputada.

## Resultados eleitorais

### Eleições legislativas
| Data | Cabeça-de-lista       | Cl. | Votos   | %             | +/-  | Deputados | +/-     | Status                        |
| ---- | --------------------- | --- | ------- | ------------- | ---- | --------- | ------- | ----------------------------- |
| 2015 | Rui Tavares           | 9.º | 39 340  | 0,73 / 100,00 |      | 0 / 230   |         | Extra-parlamentar             |
| 2019 | Joacine Katar Moreira | 9.º | 57 172  | 1,09 / 100,00 | 0,36 | 1 / 230   | 1       | Oposição (2019-2020)          |
| 2019 | Joacine Katar Moreira | 9.º | 57 172  | 1,09 / 100,00 | 0,36 | 1 / 230   | 1       | Extra-parlamentar (2020-2022) |
| 2022 | Rui Tavares           | 9.º | 72 610  | 1,29 / 100,00 | 0,20 | 1 / 230   | Estável | Oposição                      |
| 2024 | Rui Tavares           | 7.º | 204 676 | 3,16 / 100,00 | 1,87 | 4 / 230   | 3       | Oposição                      |
| 2025 | Rui Tavares           | 5.º | 257 273 | 4,07 / 100,00 | 0,91 | 6 / 230   | 2       | Oposição                      |

#### Açores
| Data | Cabeça de lista | Cl.  | Votos | %             | +/-  | Deputados | +/-     |
| ---- | --------------- | ---- | ----- | ------------- | ---- | --------- | ------- |
| 2015 | Pedro Alves     | 11.º | 332   | 0,35 / 100,00 |      | 0 / 5     | Estável |
| 2019 | Filipa Castro   | 8.º  | 714   | 0,85 / 100,00 | 0,50 | 0 / 5     | Estável |
| 2022 | José Azevedo    | 8.º  | 773   | 0,92 / 100,00 | 0,07 | 0 / 5     | Estável |
| 2024 | José Azevedo    | 6.º  | 1816  | 1,71 / 100,00 | 0,79 | 0 / 5     | Estável |

#### Aveiro
| Data | Cabeça de lista        | Cl.  | Votos | %             | +/-  | Deputados | +/-     |
| ---- | ---------------------- | ---- | ----- | ------------- | ---- | --------- | ------- |
| 2015 | Aurora Cerqueira       | 9.º  | 1 660 | 0,45 / 100,00 |      | 0 / 16    |         |
| 2019 | Bernardo Marques Vidal | 10.º | 2 409 | 0,68 / 100,00 | 0,23 | 0 / 16    | Estável |
| 2022 | Joana Filipe           | 9.º  | 2 878 | 0,79 / 100,00 | 0,11 | 0 / 16    | Estável |
| 2024 | Joana Filipe           | 6.º  | 9 510 | 2,24 / 100,00 | 1,45 | 0 / 16    | Estável |

#### Beja
| Data | Cabeça de lista       | Cl.  | Votos | %             | +/-  | Deputados | +/-     |
| ---- | --------------------- | ---- | ----- | ------------- | ---- | --------- | ------- |
| 2015 | Ana Matos Pires       | 10.º | 271   | 0,36 / 100,00 |      | 0 / 3     |         |
| 2019 | Nelson Caetano        | 9.º  | 397   | 0,62 / 100,00 | 0,26 | 0 / 3     | Estável |
| 2022 | João Aiveca Caseiro   | 7.º  | 491   | 0,73 / 100,00 | 0,11 | 0 / 3     | Estável |
| 2024 | Fausto Camacho Fialho | 7.º  | 1 369 | 1,78 / 100,00 | 1,05 | 0 / 3     | Estável |

#### Braga
| Data | Cabeça de lista | Cl. | Votos  | %             | +/-  | Deputados | +/-     |
| ---- | --------------- | --- | ------ | ------------- | ---- | --------- | ------- |
| 2015 | Luís Cunha      | 8.º | 2 333  | 0,49 / 100,00 |      | 0 / 19    |         |
| 2019 | Teresa Mota     | 9.º | 3 179  | 0,68 / 100,00 | 0,19 | 0 / 19    | Estável |
| 2022 | Teresa Mota     | 9.º | 3 925  | 0,79 / 100,00 | 0,11 | 0 / 19    | Estável |
| 2024 | Teresa Mota     | 6.º | 12 926 | 2,32 / 100,00 | 1,53 | 0 / 19    | Estável |

#### Bragança
| Data | Cabeça de lista         | Cl.  | Votos | %             | +/-  | Deputados | +/-     |
| ---- | ----------------------- | ---- | ----- | ------------- | ---- | --------- | ------- |
| 2015 | Filipe Coelho           | 9.º  | 251   | 0,36 / 100,00 |      | 0 / 3     |         |
| 2019 | Margarida Bordalo       | 12.º | 270   | 0,42 / 100,00 | 0,06 | 0 / 3     | Estável |
| 2022 | Maxim Jaffe             | 10.º | 230   | 0,35 / 100,00 | 0,07 | 0 / 3     | Estável |
| 2024 | Anabela Luciano Correia | 8.º  | 727   | 1,00 / 100,00 | 0,65 | 0 / 3     | Estável |

#### Castelo Branco
| Data | Cabeça de lista       | Cl. | Votos | %             | +/-  | Deputados | +/-     |
| ---- | --------------------- | --- | ----- | ------------- | ---- | --------- | ------- |
| 2015 | Margarida Vaz         | 9.º | 507   | 0,49 / 100,00 |      | 0 / 4     |         |
| 2019 | Miguel Cardoso        | 8.º | 834   | 0,89 / 100,00 | 0,40 | 0 / 4     | Estável |
| 2022 | Stela Lourenço        | 9.º | 774   | 0,81 / 100,00 | 0,08 | 0 / 4     | Estável |
| 2024 | João Barata Rodrigues | 7.º | 2 171 | 2,01 / 100,00 | 1,20 | 0 / 4     | Estável |

#### Coimbra
| Data | Cabeça de lista   | Cl. | Votos | %             | +/-  | Deputados | +/-     |
| ---- | ----------------- | --- | ----- | ------------- | ---- | --------- | ------- |
| 2015 | José Reis         | 8.º | 1 292 | 0,59 / 100,00 |      | 0 / 9     |         |
| 2019 | Rui Mamede        | 8.º | 1 926 | 0,94 / 100,00 | 0,45 | 0 / 9     | Estável |
| 2022 | Rui Mamede        | 9.º | 2 195 | 1,02 / 100,00 | 0,08 | 0 / 9     | Estável |
| 2024 | Clara Cruz Santos | 6.º | 6 880 | 2,84 / 100,00 | 1,82 | 0 / 9     | Estável |

#### Évora
| Data | Cabeça de lista | Cl. | Votos | %             | +/-  | Deputados | +/-     |
| ---- | --------------- | --- | ----- | ------------- | ---- | --------- | ------- |
| 2015 | Ofélia Janeiro  | 9.º | 356   | 0,42 / 100,00 |      | 0 / 3     |         |
| 2019 | Glória Franco   | 9.º | 503   | 0,68 / 100,00 | 0,26 | 0 / 3     | Estável |
| 2022 | Glória Franco   | 9.º | 496   | 0,63 / 100,00 | 0,05 | 0 / 3     | Estável |
| 2024 | Glória Franco   | 7.º | 1 773 | 1,98 / 100,00 | 1,35 | 0 / 3     | Estável |

#### Faro
| Data | Cabeça de lista     | Cl. | Votos | %             | +/-  | Deputados | +/-     |
| ---- | ------------------- | --- | ----- | ------------- | ---- | --------- | ------- |
| 2015 | Anabela Afonso      | 8.º | 1 435 | 0,75 / 100,00 |      | 0 / 9     |         |
| 2019 | Ana Sofia Marcelino | 8.º | 1 704 | 0,99 / 100,00 | 0,24 | 0 / 9     | Estável |
| 2022 | Marta Setúbal       | 8.º | 2 111 | 1,08 / 100,00 | 0,09 | 0 / 9     | Estável |
| 2024 | Rodrigo Teixeira    | 7.º | 6 501 | 2,75 / 100,00 | 1,67 | 0 / 9     | Estável |

#### Guarda
| Data | Cabeça de lista       | Cl.  | Votos | %             | +/-  | Deputados | +/-     |
| ---- | --------------------- | ---- | ----- | ------------- | ---- | --------- | ------- |
| 2015 | Nuno Serra            | 10.º | 287   | 0,34 / 100,00 |      | 0 / 4     |         |
| 2019 | Carlos Jeremias Pinto | 11.º | 373   | 0,49 / 100,00 | 0,15 | 0 / 3     | Estável |
| 2022 | Margarida Bordalo     | 9.º  | 413   | 0,54 / 100,00 | 0,05 | 0 / 3     | Estável |
| 2024 | Margarida Bordalo     | 8.º  | 1 151 | 1,35 / 100,00 | 0,81 | 0 / 3     | Estável |

#### Leiria
| Data | Cabeça de lista   | Cl.  | Votos | %             | +/-  | Deputados | +/-     |
| ---- | ----------------- | ---- | ----- | ------------- | ---- | --------- | ------- |
| 2015 | Filipe Mil-Homens | 8.º  | 1 786 | 0,75 / 100,00 |      | 0 / 10    |         |
| 2019 | Filipe Honório    | 10.º | 2 053 | 0,92 / 100,00 | 0,17 | 0 / 10    | Estável |
| 2022 | Filipe Honório    | 9.º  | 2 469 | 1,05 / 100,00 | 0,13 | 0 / 10    | Estável |
| 2024 | Inês Pires        | 6.º  | 7 197 | 2,63 / 100,00 | 1,58 | 0 / 10    | Estável |

#### Lisboa
| Data | Cabeça de lista       | Cl. | Votos  | %             | +/-  | Deputados | +/-     |
| ---- | --------------------- | --- | ------ | ------------- | ---- | --------- | ------- |
| 2015 | Rui Tavares           | 6.º | 14 683 | 1,96 / 100,00 |      | 0 / 47    |         |
| 2019 | Joacine Katar Moreira | 8.º | 22 807 | 2,07 / 100,00 | 0,11 | 1 / 48    | 1       |
| 2022 | Rui Tavares           | 7.º | 28 834 | 2,44 / 100,00 | 0,37 | 1 / 48    | Estável |
| 2024 | Rui Tavares           | 5.º | 72 102 | 5,47 / 100,00 | 3,03 | 2 / 48    | 1       |

#### Madeira
| Data | Cabeça de lista       | Cl.  | Votos | %             | +/-  | Deputados | +/-     |
| ---- | --------------------- | ---- | ----- | ------------- | ---- | --------- | ------- |
| 2015 | Cátia Gomes           | 12.º | 1 260 | 1,01 / 100,00 |      | 0 / 6     |         |
| 2019 | Pedro Nunes Rodrigues | 15.º | 480   | 0,37 / 100,00 | 0,64 | 0 / 6     | Estável |
| 2022 | Tiago Camacho         | 9.º  | 913   | 0,72 / 100,00 | 0,35 | 0 / 6     | Estável |
| 2024 | Carlos Andrade        | 10.º | 1 864 | 1,24 / 100,00 | 0,52 | 0 / 6     | Estável |

#### Portalegre
| Data | Cabeça de lista     | Cl.  | Votos | %             | +/-  | Deputados | +/-     |
| ---- | ------------------- | ---- | ----- | ------------- | ---- | --------- | ------- |
| 2015 | Jaime Crespo        | 10.º | 189   | 0,32 / 100,00 |      | 0 / 2     |         |
| 2019 | Isabel Alfacinha    | 9.º  | 291   | 0,56 / 100,00 | 0,24 | 0 / 2     | Estável |
| 2022 | Francisco Biscainho | 10.º | 295   | 0,55 / 100,00 | 0,01 | 0 / 2     | Estável |
| 2024 | João Ramos          | 7.º  | 873   | 1,44 / 100,00 | 0,89 | 0 / 2     | Estável |

#### Porto
| Data | Cabeça de lista      | Cl. | Votos  | %             | +/-  | Deputados | +/-     |
| ---- | -------------------- | --- | ------ | ------------- | ---- | --------- | ------- |
| 2015 | Ricardo Sá Fernandes | 8.º | 5 014  | 0,52 / 100,00 |      | 0 / 39    |         |
| 2019 | Jorge Pinto          | 9.º | 8 952  | 0,96 / 100,00 | 0,44 | 0 / 40    | Estável |
| 2022 | Jorge Pinto          | 9.º | 11 433 | 1,16 / 100,00 | 0,20 | 0 / 40    | Estável |
| 2024 | Jorge Pinto          | 6.º | 37 319 | 3,35 / 100,00 | 2,19 | 1 / 40    | 1       |

#### Santarém
| Data | Cabeça de lista      | Cl. | Votos | %             | +/-  | Deputados | +/-     |
| ---- | -------------------- | --- | ----- | ------------- | ---- | --------- | ------- |
| 2015 | Pedro Mendonça       | 8.º | 1 236 | 0,54 / 100,00 |      | 0 / 9     |         |
| 2019 | Pedro Mendonça       | 8.º | 1 782 | 0,86 / 100,00 | 0,32 | 0 / 9     | Estável |
| 2022 | Sandro Miguel Santos | 9.º | 1 932 | 0,89 / 100,00 | 0,03 | 0 / 9     | Estável |
| 2024 | Pedro Mendonça       | 7.º | 6 186 | 2,46 / 100,00 | 1,57 | 0 / 9     | Estável |

#### Setúbal
| Data | Cabeça de lista    | Cl. | Votos  | %             | +/-  | Deputados | +/-     |
| ---- | ------------------ | --- | ------ | ------------- | ---- | --------- | ------- |
| 2015 | Isabel do Carmo    | 7.º | 4 277  | 1,01 / 100,00 |      | 0 / 18    |         |
| 2019 | Ana Raposo Marques | 8.º | 4 874  | 1,23 / 100,00 | 1,22 | 0 / 18    | Estável |
| 2022 | Paulo Muacho       | 8.º | 6 140  | 1,52 / 100,00 | 0,29 | 0 / 18    | Estável |
| 2024 | Paulo Muacho       | 7.º | 21 552 | 4,29 / 100,00 | 2,77 | 1 / 18    | 1       |

#### Viana do Castelo
| Data | Cabeça de lista         | Cl.  | Votos | %             | +/-  | Deputados | +/-     |
| ---- | ----------------------- | ---- | ----- | ------------- | ---- | --------- | ------- |
| 2015 | Manuela Silva           | 12.º | 453   | 0,35 / 100,00 |      | 0 / 6     |         |
| 2019 | Filipe Faro da Costa    | 10.º | 688   | 0,56 / 100,00 | 0,22 | 0 / 6     | Estável |
| 2022 | Filipe Faro da Costa    | 9.º  | 919   | 0,72 / 100,00 | 0,16 | 0 / 6     | Estável |
| 2024 | Gonçalo Caseiro Pereira | 7.º  | 2 813 | 1,97 / 100,00 | 1,25 | 0 / 6     | Estável |

#### Vila Real
| Data | Cabeça de lista      | Cl.  | Votos | %             | +/-     | Deputados | +/-     |
| ---- | -------------------- | ---- | ----- | ------------- | ------- | --------- | ------- |
| 2015 | Pedro Lopes          | 9.º  | 383   | 0,35 / 100,00 |         | 0 / 5     |         |
| 2019 | Teresa Fernandes     | 11.º | 549   | 0,55 / 100,00 | 0,20    | 0 / 5     | Estável |
| 2022 | João Luís Silva      | 6.º  | 574   | 0,55 / 100,00 | Estável | 0 / 5     | Estável |
| 2024 | Mila Simões de Abreu | 8.º  | 1 592 | 1,36 / 100,00 | 0,81    | 0 / 5     | Estável |

#### Viseu
| Data | Cabeça de lista | Cl.  | Votos | %             | +/-  | Deputados | +/-     |
| ---- | --------------- | ---- | ----- | ------------- | ---- | --------- | ------- |
| 2015 | Sílvia Vermelho | 8.º  | 1 003 | 0,53 / 100,00 |      | 0 / 9     |         |
| 2019 | Sónia da Veiga  | 12.º | 875   | 0,49 / 100,00 | 0,04 | 0 / 8     | Estável |
| 2022 | Miguel Won      | 9.º  | 1 180 | 0,64 / 100,00 | 0,15 | 0 / 8     | Estável |
| 2024 | Luís Marques    | 7.º  | 3 566 | 1,69 / 100,00 | 1,05 | 0 / 8     | Estável |

#### Europa
| Data | Cabeça de lista          | Cl. | Votos | %             | +/-  | Deputados | +/-     |
| ---- | ------------------------ | --- | ----- | ------------- | ---- | --------- | ------- |
| 2015 | Jorge Pinto              | 5.º | 249   | 1,82 / 100,00 |      | 0 / 2     |         |
| 2019 | David Tanganho           | 8.º | 1 166 | 1,08 / 100,00 | 0,74 | 0 / 2     | Estável |
| 2022 | Natércia Rodrigues Lopes | 7.º | 1 579 | 1,44 / 100,00 | 0,32 | 0 / 2     | Estável |
| 2024 | Tiago Correia            | 7.º | 4 091 | 1,74 / 100,00 | 0,30 | 0 / 2     | Estável |

#### Fora da Europa
| Data | Cabeça de lista    | Cl.  | Votos | %             | +/-  | Deputados | +/-     |
| ---- | ------------------ | ---- | ----- | ------------- | ---- | --------- | ------- |
| 2015 | Carla Félix        | 10.º | 83    | 0,53 / 100,00 |      | 0 / 2     |         |
| 2019 | Geiziely Fernandes | 14.º | 346   | 0,69 / 100,00 | 0,16 | 0 / 2     | Estável |
| 2022 | Geiziely Fernandes | 10.º | 642   | 1,00 / 100,00 | 1,31 | 0 / 2     | Estável |
| 2024 | Nurin Mirzan       | 10.º | 697   | 0,70 / 100,00 | 0,30 | 0 / 2     | Estável |

### Eleições europeias
| Data | Cabeça-de-lista    | Cl. | Votos   | %             | +/-  | Deputados | +/-     |
| ---- | ------------------ | --- | ------- | ------------- | ---- | --------- | ------- |
| 2014 | Rui Tavares        | 6.º | 71 495  | 2,18 / 100,00 |      | 0 / 21    |         |
| 2019 | Rui Tavares        | 8.º | 60 569  | 1,83 / 100,00 | 0,35 | 0 / 21    | Estável |
| 2024 | Francisco Paupério | 7.º | 148 453 | 3,76 / 100,00 | 1,93 | 0 / 21    | Estável |

### Eleições presidenciais
| Data | Candidato apoiado        | 1.ª volta | 1.ª volta | 1.ª volta      | 2.ª volta | 2.ª volta | 2.ª volta |
| Data | Candidato apoiado        | Cl.       | Votos     | %              | Cl.       | Votos     | %         |
| ---- | ------------------------ | --------- | --------- | -------------- | --------- | --------- | --------- |
| 2016 | António Sampaio da Nóvoa | 2.º       | 1 060 800 | 22,88 / 100,00 |           |           |           |
| 2021 | Ana Gomes                | 2.º       | 541 345   | 12,97 / 100,00 |           |           |           |

### Eleições autárquicas

#### Câmaras municipais
| Data | Lista                           | Partido                 | Cl.  | Votos  | +/-       | %             | +/-  | Vereadores (incl. presidentes) | +/-     | Presidentes | +/-     |
| ---- | ------------------------------- | ----------------------- | ---- | ------ | --------- | ------------- | ---- | ------------------------------ | ------- | ----------- | ------- |
| 2017 | LIVRE (L)                       | LIVRE (L)               | 36.º | 1 008  |           | 0,02 / 100,00 |      | 0 / 2 074                      |         | 0 / 308     |         |
| 2017 | LIVRE-Partido Socialista (L-PS) | LIVRE (L)               | 17.º | 16 409 |           | 0,32 / 100,00 |      | 0 / 2 074                      |         | 0 / 308     |         |
| 2017 | LIVRE-Partido Socialista (L-PS) | Partido Socialista (PS) | 17.º | 16 409 | 5 / 2 074 | 0,32 / 100,00 |      | 1 / 308                        |         |             |         |
| 2021 | LIVRE (L)                       | LIVRE (L)               | 44.º | 2 611  |           | 0,05 / 100,00 | 0,03 | 0 / 2 074                      | Estável | 0 / 308     | Estável |
| 2021 | LIVRE-Partido Socialista (L-PS) | LIVRE (L)               | 19.º | 70 451 |           | 0,44 / 100,00 | 0,12 | 7 / 2 074                      | 0,2     | 1 / 308     | Estável |
| 2021 | LIVRE-Partido Socialista (L-PS) | Partido Socialista (PS) | 19.º | 70 451 |           | 0,44 / 100,00 | 0,12 | 7 / 2 074                      | 0,2     | 1 / 308     | Estável |

#### Assembleias municipais
| Data | Lista                           | Partido                 | Cl.  | Votos  | +/-        | %             | +/-       | Deputados  | +/-     |
| ---- | ------------------------------- | ----------------------- | ---- | ------ | ---------- | ------------- | --------- | ---------- | ------- |
| 2017 | LIVRE (L)                       | LIVRE (L)               | 37.º | 874    |            | 0,02 / 100,00 |           | 0 / 6 461  |         |
| 2017 | LIVRE-Partido Socialista (L-PS) | LIVRE (L)               | 17.º | 16 096 |            | 0,31 / 100,00 | 3 / 6 461 |            |         |
| 2017 | LIVRE-Partido Socialista (L-PS) | Partido Socialista (PS) | 17.º | 16 096 | 11 / 6 461 | 0,31 / 100,00 |           |            |         |
| 2021 | LIVRE (L)                       | LIVRE (L)               | 44.º | 2 564  |            | 0,05 / 100,00 | 0,03      | 0 / 2 074  | Estável |
| 2021 | LIVRE-Partido Socialista (L-PS) | LIVRE (L)               | 19.º | 20 730 |            | 0,41 / 100,00 | 0,1       | 20 / 6 461 | 6       |
| 2021 | LIVRE-Partido Socialista (L-PS) | Partido Socialista (PS) | 19.º | 20 730 |            | 0,41 / 100,00 | 0,1       | 20 / 6 461 | 6       |

#### Assembleias de freguesia
| Data                    | Lista                           | Partido na lista        | Cl.       | Votos  | +/- | %             | +/-           | Deputados   | +/-        |  |
| ----------------------- | ------------------------------- | ----------------------- | --------- | ------ | --- | ------------- | ------------- | ----------- | ---------- |  |
| 2017                    | LIVRE (L)                       | LIVRE (L)               | LIVRE (L) | 37.º   | 457 |               | 0,01 / 100,00 |             | 2 / 27 019 |  |
| 2017                    | LIVRE-Partido Socialista (L-PS) | LIVRE (L)               | 18.º      | 13 216 |     | 0,26 / 100,00 |               | 4 / 27 019  |            |  |
| Partido Socialista (PS) | LIVRE-Partido Socialista (L-PS) | 50 / 27 019             | 18.º      | 13 216 |     | 0,26 / 100,00 |               |             |            |  |
| 2021                    | LIVRE (L)                       | LIVRE (L)               | 56.º      | 482    |     | 0,01 / 100,00 | Estável       | 0 / 2 074   |            |  |
| 2021                    | LIVRE-Partido Socialista (L-PS) | LIVRE (L)               | 19.º      | 20 043 |     | 0,40 / 100,00 | 0,14          | 122 / 6 461 | 0,72       |  |
| 2021                    | LIVRE-Partido Socialista (L-PS) | Partido Socialista (PS) | 19.º      | 20 043 |     | 0,40 / 100,00 | 0,14          | 122 / 6 461 | 0,72       |  |

| Vila de Frades       | 1 / 7 | 3º |        |    |  |  |
| Vila Nova de Foz Côa | 1 / 9 | 4º |        |    |  |  |
| Carnaxide e Queijas  |       |    | 1 / 19 | 4º |  |  |
| Lumiar               |       |    | 1 / 19 | 2º |  |  |
| Penha de França      |       |    | 1 / 19 | 1º |  |  |

### Eleições regionais

#### Região Autónoma dos Açores
| Data | Cabeça-de-lista | Cl.  | Votos | %             | +/-  | Deputados | +/-     | Status            |
| ---- | --------------- | ---- | ----- | ------------- | ---- | --------- | ------- | ----------------- |
| 2016 | José Azevedo    | 11.º | 227   | 0,24 / 100,00 |      | 0 / 57    |         | Extra-parlamentar |
| 2020 | José Azevedo    | 11.º | 362   | 0,35 / 100,00 | 0,11 | 0 / 57    | Estável | Extra-parlamentar |
| 2024 | José Azevedo    | 8.º  | 735   | 0,64 / 100,00 | 0,29 | 0 / 57    | Estável | Extra-parlamentar |

#### Região Autónoma da Madeira
| Data | Cabeça-de-lista | Cl.  | Votos | %             | +/- | Deputados | +/- | Status            |
| ---- | --------------- | ---- | ----- | ------------- | --- | --------- | --- | ----------------- |
| 2023 | Tiago Camacho   | 10.º | 858   | 0,63 / 100,00 |     | 0 / 57    |     | Extra-parlamentar |

## Congressos Nacionais do LIVRE
| #        | Local   | Dias                                   |
| -------- | ------- | -------------------------------------- |
| Fundador | Porto   | 31 de janeiro e 1 de fevereiro de 2014 |
| I        | Sintra  | 5 de outubro de 2014                   |
| II       | Almada  | 19 de abril de 2015                    |
| III      | Lisboa  | 28 de junho de 2015                    |
| IV       | Lisboa  | 20 de dezembro de 2015                 |
| V        | Setúbal | 19 de junho de 2016                    |
| VI       | Lisboa  | 20 de janeiro de 2018                  |
| VII      | Lisboa  | 2 de fevereiro de 2019                 |
| VIII     | Cascais | 7 de julho de 2019                     |
| IX       | Lisboa  | 18 e 19 de janeiro de 2020             |
| X        | Leiria  | 4 e 5 de setembro de 2021              |
| XI       | Oeiras  | 11 e 12 de dezembro de 2021            |
| XII      | Coimbra | 5 e 6 de março de 2022                 |
| XIII     | Porto   | 27 e 28 de janeiro de 2024             |
| XIV      | Almada  | 10 a 12 de maio de 2024                |
| XV       | Oeiras  | 12 e 13 de abril de 2025               |